# Bundesverband Medizinische Versorgungszentren
Der Bundesverband Medizinische Versorgungszentren mit dem Zusatz Gesundheitszentren – Integrierte Versorgung e.V. (BMVZ) mit Sitz in Berlin ist ein gemeinnütziger eingetragener Verein.

## Eigendarstellung des Verbandes
Der BMVZ tritt für ein modernes Gesundheitssystem ein, in dem die Sicherstellung einer hohen Versorgungsqualität in allen Regionen, die Berücksichtigung von Patienten- und berufsständischen Interessen und die ökonomische Effizienz des Gesundheitswesens gleichberechtigte Handlungsparameter sind.
Um dieses Ziel zu erreichen, sind die Aktivitäten des BMVZ darauf gerichtet, die politische und ökonomische Situation sowie die gesellschaftliche Akzeptanz interdisziplinärer und integrativer Versorgungsformen zu verbessern und diesbezüglich neue Ideen und Konzepte zu entwickeln. Die Interessen Medizinischer Versorgungszentren (MVZ) und poliklinischer Gesundheitszentren (Polikliniken) stehen dabei im Vordergrund der Verbandstätigkeit.
In diesem Sinne versteht sich der Bundesverband Medizinische Versorgungszentren-Gesundheitszentren-Integrierte Versorgung e. V. als Plattform für die Zusammenführung theoretischer Grundlagen mit praktischen Erfahrungen und für den Erfahrungsaustausch aller Akteure, die nach neuen, effizienten Formen medizinischer Versorgung suchen.
Im BMVZ haben sich medizinische Einrichtungen und interessierte Unternehmen mit dem Ziel, Kooperationen in der ambulanten Gesundheitsversorgung zu fördern, zusammengeschlossen.  Zu den 310 Mitgliedsunternehmen des BMVZ zählen insbesondere Medizinische Versorgungszentren, die als kooperativ strukturierte Einrichtungen eine solche Versorgung ihrer Patienten bereits heute praktizieren.